# 모든 비밀스러운 것들
《모든 비밀스러운 것들》(영어: Every Secret Thing)은 2014년 공개된 미국의 범죄 영화이다. 에이미 J. 버그가 연출하고, 니콜 홀러프세너가 각본을 썼다. 로라 리프먼이 2004년에 발표한 동명 소설을 원작으로 한다. 다이앤 레인, 엘리자베스 뱅크스, 다코타 패닝, 대니엘 맥도널드, 네이트 파커 등이 출연하였다. 프랜시스 맥도먼드가 처음 제작자로 참여한 영화이다.

## 줄거리
동갑내기 친구 로니와 앨리스는 군 최초 흑인 판사의 혼혈 영아 손녀를 납치 및 살해한 죄로 소년원에서 7년을 보낸 뒤 18살 나이로 출소한다. 2주 뒤 인근 가구점에서 한 젊은 부부의 혼혈 딸아이가 실종된다.
사건을 담당한 낸시 포터 형사는 앨리스가 15살 때 소년원 관리인 로드리고와 성관계를 갖고 혼혈 딸을 출산했으나 입양을 보냈으며, 앨리스의 어머니 헬렌이 앨리스를 달래려고 아이가 동네 유복한 집에서 잘 살고 있는 모습을 봤다고 거짓말을 했다는 사실을 알게 되는데...

## 출연
- 다이앤 레인 - 헬렌 매닝, 초등학교 교사 역
- 엘리자베스 뱅크스 - 낸시 포터 형사 역
- 다코타 패닝 - 로니 풀러 역
- 대니엘 맥도널드 - 앨리스 매닝 역
- 네이트 파커 - 케빈 존스 형사 역
- 코먼 - 데블린 해치 역
- 콜린 도널 - 폴 포터 역
- 빌 세이지 - 데이브 풀러 역
- 토니 퍼타노 - 클러리스 역
- 훌리토 매컬럼 - 로드리고 역
- 클레어 폴리 - 메리 페이지 역
- 릴리 필블래드 - 진 역
- 러네이 엘리스 골즈베리 - 신시아 반스 역
- 세라 소콜로비치 - 메이빈 리틀 역
- 잭 고어 - 토미 역 (크레디트 미기재)

## 기타 제작진
- 세트: 수전 펄먼
- 의상: 에마 포터